# Myrtle Corbin
Josephine Myrtle Corbin (12 de mayo de 1868 – 6 de mayo de 1928) fue una artista de espectáculos estadounidense nacida como dípigo. Esto se refiere al hecho de que tenía dos pelvis separadas, una al lado de la otra, de la cintura para abajo, como resultado de la división del eje de su cuerpo al desarrollarse. Cada una de sus pequeñas piernas interiores estaba emparejada con una de sus piernas exteriores. Se dice que era capaz de mover las piernas interiores, pero eran demasiado débiles para caminar.

## Primeros años y familia
Corbin nació en el Condado de Lincoln, Tennessee. Los padres de Corbin eran William H. Corbin, de 25 años en el momento del nacimiento de su hija, y Nancy Corbin (de soltera Sullins), de 34 años. Los médicos que examinaron a la niña poco después de su nacimiento describieron a ambos padres como muy parecidos en apariencia, "ambos tienen el pelo castaño, los ojos azules y la tez muy blanca"; de hecho, se parecían tanto que los médicos se sintieron obligados a señalar que no eran "parientes de sangre". Los Corbin tuvieron cuatro hijos en total, incluyendo un hijo del primer matrimonio de Nancy.
El nacimiento de Myrtle no se caracterizó por nada "peculiar en el trabajo de parto ni en el parto", según su madre. Los médicos que examinaron a la niña poco después de su nacimiento señalaron que una recámara de nacimiento "habría resultado fatal para el bebé, y posiblemente para la madre". Corbin pronto demostró ser una niña fuerte, pesando 10 libras (4,5 kg) tres semanas después del nacimiento, y se informó en una revista publicada más tarde ese año que "amamantaba saludablemente" y estaba "prosperando bien".

## Carrera
Corbin entró en el circuito de sideshow con el apodo de "Four-Legged Girl from Texas" cuando tenía trece años; uno de sus primeros panfletos promocionales la describía como una persona "de temperamento suave como el sol del verano y tan feliz como el día". Su popularidad en esta industria fue tal que otros showmen recurrieron a la exhibición de cuatristas (actuaciones falsificadas). Cuando la propia Corbin dejó de actuar, hubo varias falsas cuadrúpedas a las que el público podía recurrir.

## Presencia en la literatura médica
Teratólogos en las revistas médicas y enciclopedias del siglo XIX clasificaron la anomalía de Corbin utilizando varios términos diferentes, aunque igualmente complejos, según las convenciones de la época. Algunos se refirieron a ella como un "dipygus dibrachius tetrapus", otros denominaron su afección "'dicotomía posterior, subvariedad schizorachis". Un médico, Brooks H. Wells, la describió como "hembra, perteneciente a la clase de monstruos monocéfalos e ileados por fusión".

## Vida personal
A los diecinueve años se casó con James Clinton Bicknell, con quien tuvo cuatro hijas y un hijo.
En la primavera de 1887, aproximadamente un año después de casarse con Bicknell, Corbin se quedó embarazada por primera vez: su estado fue descubierto por el doctor Lewis Whaley, de Blountsville, Alabama, al que se mandó llamar después de que Corbin experimentara dolor en el costado izquierdo, fiebre, dolor de cabeza y disminución del apetito. Además, el médico observó que "los vómitos y la amenorrea habían persistido durante dos meses". Whaley escribió el caso para el Atlanta Medical and Surgical Journal, lo que llevó a un resurgimiento del interés por Myrtle a lo largo de la década de 1880, ahora conocida en las revistas médicas como 'Mrs. B.'
Al examinar a Corbin, Whaley descubrió que la duplicación de sus órganos sexuales externos se reflejaba en una duplicación similar a nivel interno. Determinó que era en su útero izquierdo donde la Sra. B. estaba embarazada. Según Whaley, cuando le dijeron que estaba embarazada, ella respondió con incredulidad, diciendo "Si hubiera sido en mi lado derecho estaría más cerca de creer que tienes razón". A partir de este comentario, los médicos determinaron que Corbin prefería el coito en el lado derecho, y este hecho fue comentado en varios informes posteriores.
El embarazo hizo que Corbin enfermara gravemente y, tras consultar con sus colegas, Whaley decidió practicar un aborto ocho semanas después de su examen inicial. Al parecer, en ese momento estaba embarazada de entre tres y cuatro meses. Se recuperó por completo, y el procedimiento (así como su singular anatomía), no le impidió llevar a término con éxito los siguientes embarazos. A medida que las revistas médicas de Estados Unidos y de todo el mundo volvían a prestar atención a una Corbin ya madura, los detalles sobre su personalidad revelaban un sentido de la mujer: Un artículo señalaba que "La señora, la Sra. B.... la Myrtle Corbin de antaño, [es] atractiva de cara, físicamente bien, y capaz de atender todos sus deberes domésticos", mientras que en otros lugares se la describía como "muy inteligente" y "una mujer refinada, de cierto gusto musical".

## Muerte
Murió en Cleburne, Texas, el 6 de mayo de 1928. Su ataúd se cubrió de hormigón y varios miembros de la familia lo vigilaron hasta que se curó del todo. Así se evitaba que los ladrones de tumbas robaran su cadáver. Varios médicos y coleccionistas privados ofrecieron una compensación económica por su cadáver.

## Galería

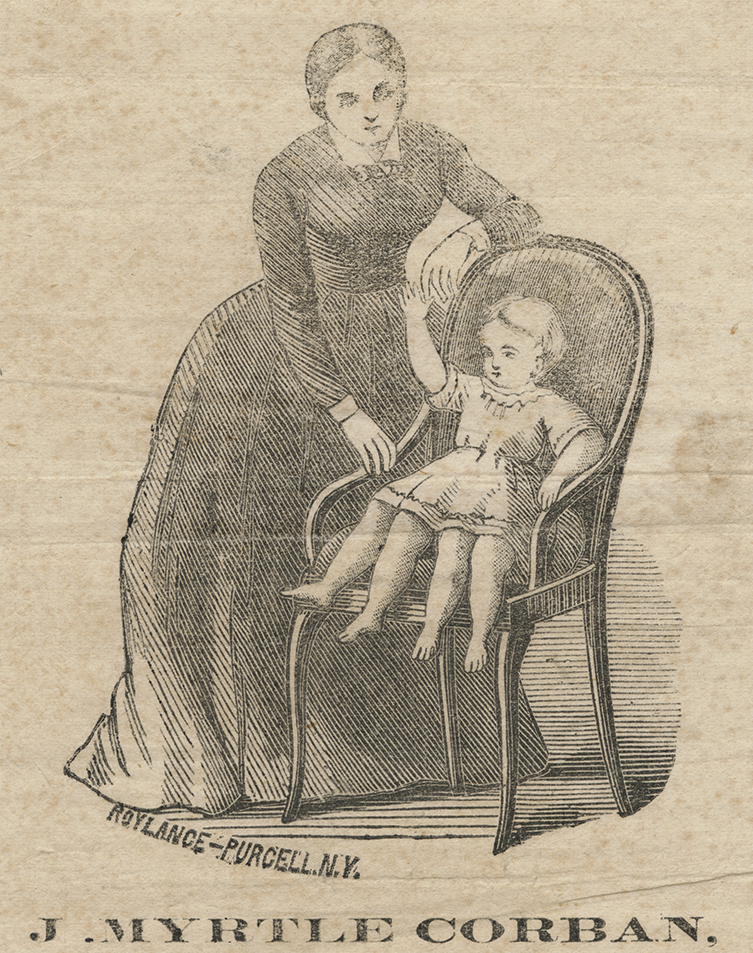
Página de Myrtle Corbin, publicada entre 1871 y 1881
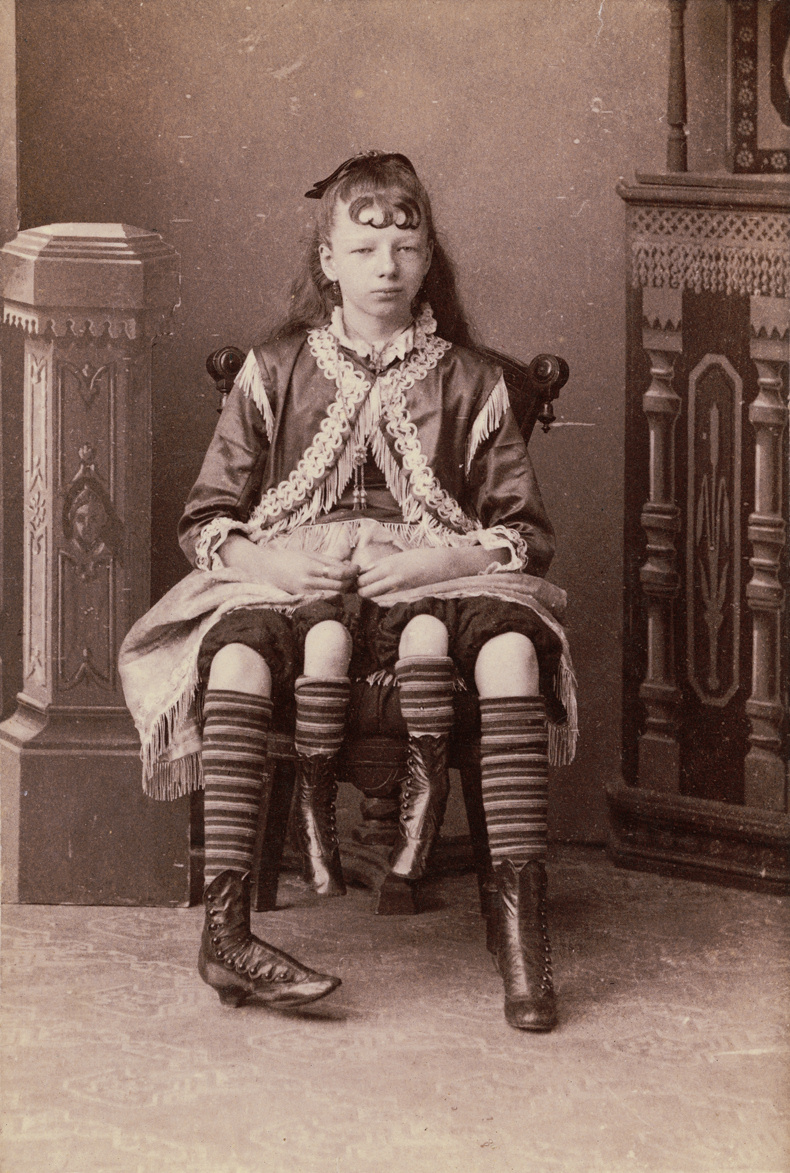
Corbin en 1882
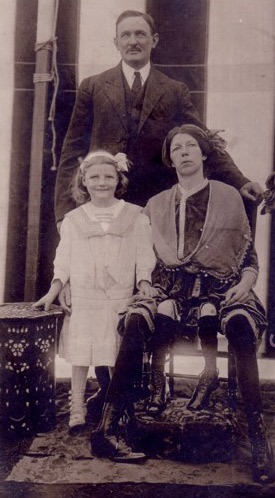
Corbin con su esposo y su hija en la edad adulta